# Слепое пятно (фильм, 1947)
«Слепое пятно» (англ.  Blind Spot) — фильм нуар режиссёра Роберта Гордона, который вышел на экраны в 1947 году.
Фильм рассказывает о талантливом, но сильно пьющем писателе Джеффри Эндрюсе (Честер Моррис), который становится главным подозреваемым в убийстве своего издателя. Как выясняется, убийство было совершено в запертой изнутри комнате точно таким образом, как Джеффри в пьяном состоянии успел рассказать нескольким людям, с которыми беседовал тем вечером. Джеффри сначала задерживают, а затем выпускают на поруки другого писателя Ллойда Харрисона (Стивен Герей). Выйдя на свободу, Джеффри проводит самостоятельное расследование, в котором ему помогает секретарша издателя Эвелин Грин (Констанс Даулинг), находя истинного убийцу.
Несмотря на очень скромный бюджет и некоторые нестыковки в сценарии, фильм оказался достаточно увлекательным и напряжённым.

## Сюжет
Талантливый, но бедный автор психологических романов Джеффри Эндрюс (Честер Моррис), выпив для храбрости, направляется к своему издателю Генри Смоллу (Уильям Форрест). Прорвавшись мимо его красивой секретарши Эвелин Грин (Констанс Даулинг), Джеффри заходит к Смоллу в кабинет, требуя срочно выплатить Роялти за предыдущий роман. Смолл знакомит Джеффри с другим своим автором, Ллойдом Харрисоном (Стивен Герей), который добился заметного коммерческого успеха своими популярными детективными романами. Джеффри утверждает, что пишет ради искусства, и отказывается писать детективы ради гонорара. Зная, что Смоллу престижно иметь в своём каталоге такого автора, как он, Джеффри настаивает на перезаключении контракта на более выгодных условиях. Он просит у издателя аванс, утверждая, что легко может написать увлекательный детектив, сходу придумывая сюжет об убийстве издателя в его запертом изнутри кабинете. Однако Смолл не воспринимает рассказ всерьёз, выпроваживая Джеффри с 20 долларами на выпивку. Джеффри спускается в бар на первом этаже, где, постепенно напиваясь, рассказывает бармену Фостеру (Сид Томак) сюжет своего детективного романа. В баре появляется также Ллойд, который, сделав заказ, куда-то надолго уходит. Вскоре в бар заходит и расстроенная Эвелин, сбежавшая от Смолла, который стал приставать к ней в офисе. Она быстро находит общий язык с Джеффри, который рассказывает ей разгадку убийства в своём романе. Сильно напившись, Джеффри поднимается на лифте в кабинет Солла, где находит и рвёт свой кабальный контракт с издателем.
На следующее утро полиция приходит к Джеффри домой, арестовывая его по подозрению в убийстве Смолла. Как выясняется, убийство было совершено точно тем же образом, который Джеффри вчера описывал в своих разговорах с несколькими людьми. Однако сам Джеффри не помнит ни произошедшее вчера вечером, ни придуманную им концовку. Когда Джеффри просит лейтенанта Эпплгейта (Джеймс Белл) опросить Эвелин и бармена Фостера, выясняется, что оба исчезли, зато есть лифтёр, который видел, как Джеффри поднимался к Смоллу незадолго до убийства. Тем временем в участке появляется Харрисон, который просит отпустить Джеффри под его гарантии, и оба писателя направляются к Харрисону домой. Однако, не в силах заснуть, Джеффри среди ночи уходит на поиски Фостера в здание, где расположен офис Смолла. Несмотря на внеурочное время, лифтёр соглашается впустить его внутрь и провожает до квартиры, где живёт Фостер. Открыв дверь, они видят, что бармен убит, а рядом с телом на полу Джеффри обнаруживает одну из серёжек Эвелин. Подозревая, что Джеффри связан с этим убийством, лифтёр направляет на него пистолет. Джеффри хватается за оружие, однако в последующей борьбе лифтёр успевает выстрелить, ранив писателя в плечо. Джеффри тем не менее удаётся сбежать, и он возвращается в свою квартиру, где неожиданно для себя обнаруживает Эвелин. Девушка неожиданно целует писателя. Джеффри польщён, но подозревает, что Эвелин поцеловала его, чтобы он скрыл правду о её конфликте со Смоллом прошлым вечером. Он подозревает, что это Эвелин могла убить Смолла во время их стычки, и везёт её в полицию. Однако, обнаружив в кармане выписанный Смоллом на его имя чек на 500 долларов, Джеффри догадывается, что вчера полностью рассказал свою историю не только издателю, но и Харрисону, который мог совершить убийство. Джеффри приезжает к Харрисону, обвиняя его в убийстве, однако тому удаётся внушить Джеффри, что это он в бессознательном состоянии убил Смолла, о чём не помнит из-за провала в памяти. Они приезжают в полицейское управление, где Джеффри фактически сознаётся в убийстве. Однако когда начинают разбираться с серёжками Эвелин, выясняется, что одна из серёжек упала на пол в то время, когда Смолл приставал к Эвелин. Именно её и подобрал Харрисон, подбросив затем к телу бармена, чтобы запутать следы. Понимая, что разоблачён, Харрисон выхватывает оружие и собирается бежать, однако лейтенант Эпплгейт успевает выстрелить и тяжело ранит его. Умирающий Харрисон сознаётся в убийстве, говоря, что использовал историю Джеффри, чтобы скрыть своё преступление. Харрисон убил Смолла, потому что тот знал, что за Харрисона пишет «писатель-призрак». Это позволяло издателю диктовать свои условия, и он в любой момент мог разрушить репутацию Харрисона. А бармена Харрисон убил потому, что тот видел, что во время убийства Харрисона не было в баре, обратно же он спустился по пожарной лестнице, чтобы его не увидел лифтёр. Харрисон пытался откупиться от Фостера, но когда тот отказался, убил его, подбросив серёжку Эвелин. Харрисон умирает до приезда врачей, а Джеффри и Эвелин, обнявшись, выбегают из здания.

## В ролях
- Честер Моррис — Джеффри Эндрюс
- Констанс Даулинг — Эвелин Грин
- Стивен Герей — Ллойд Харрисон
- Джеймс Белл — детектив, лейтенант Фред Эпплгейт
- Уильям Форрест — Генри Смолл
- Сид Томак — Майк Форрест, бармен
- Пол Е. Бёрнс — лифтёр

## Создатели фильма и исполнители главных ролей
Режиссёр Роберт Гордон за свою карьеру поставил 12 фильмов, среди которых наиболее известны боксёрский биографический фильм «История Джо Луиса» (1953), фильмы ужасов «Оно пришло со дна моря» (1955) и «Чёрный зоопарк» (1963), а также приключенческий фильм «Тарзан и мальчик из джунглей» (1968). В 1955—1963 годах он также много работал как постановщик различных телесериалов.
В 1930 году Честер Моррис был номинирован на «Оскар» за главную роль в фильме «Алиби» (1929). В начале 1930-х годов он сыграл в серии популярных картин, среди них «Казённый дом» (1930), «Развод» (1930) и «Женщина с рыжими волосами» (1932). По свидетельству историка кино Артура Лайонса, в 1941—1949 годах Моррис «стал одним из столпов фильмов категории В на студии Columbia, сыграв в восьми детективных фильмах про Бостонского Блэки». Позднее он играл одну из главных ролей в недолговечном криминальном телесериале «Диагноз неизвестен» (1960) .
Констанс Даулинг сыграла в криминальной мелодраме с Честером Моррисом «Бостонский Блэки и закон» (1946), а также в недорогих фильмах нуар «Чёрный ангел» (1946), сюжет которого также строился вокруг пьяницы, забывшего события предыдущего вечера, и «Пламя» (1947). Она сыграла также в нескольких комедиях и итальянских фильмах на рубеже 1940—1950-х годов, закончив артистическую карьеру в 1955 году в возрасте 35 лет.
Стивен Герей на протяжении своей карьеры, охватившей период 1930—1960-х годов, сыграл в 125 фильмах и более чем в 100 эпизодах различных телесериалов. Он, в частности, сыграл роли второго плана в таких популярных картинах жанра нуар, как «Маска Димитриоса» (1944), «Заворожённый» (1945), «Гильда» (1946), «В укромном месте» (1950), «Женщина в бегах» (1950) и «Дом на Телеграфном холме» (1951), а также свою единственную главную роль в фильме нуар «Ночь так темна» (1946).

## Название фильма
Рабочими названиями фильма были «Внутренняя история» (англ.  Inside Story) и «В ловушке» (англ.  Trapped).

## Оценка фильма критикой
Критики восприняли эту скромную картину достаточно позитивно. Как отметил историк кино Спенсер Селби, фильм рассказывает о «писателе, который оказывается запутанным в отвратительных обстоятельствах, связанных с его профессией, что приводит к обвинению его в убийстве издателя». Майкл Кини охарактеризовал картину как «напряжённую детективную историю с убийством в запертой комнате», а Артур Лайонс отметил, что «это неожиданно хороший фильм, который очень хорошо написан и сыгран», особенно выделив «хорошую роль» Даулинг и «убедительную игру» Морриса.